# 1251 Hedera
1251 Hedera este un asteroid din centura principală, descoperit pe 25 ianuarie 1933 de Karl Reinmuth.